# 聖伯多祿大學
聖伯多祿大學（英語：Saint Peter's University）是位於美國新澤西州澤西市的一所私立研究型大學，由耶穌會成立於1872年，1878年正式開課，現也是耶稣会学院和大学联合会的成員之一。1918年因第一次世界大戰影響，學生人數減少太多而停課，直到1930年才恢復正常教學。該大學原稱聖伯多祿學院，2012年8月14日改現名。 其在2015年《美國新聞與世界報道》的“北部地區大學”排名中列在第98位。

## 外部連結
- 官方网站
- Official athletics website （页面存档备份，存于）

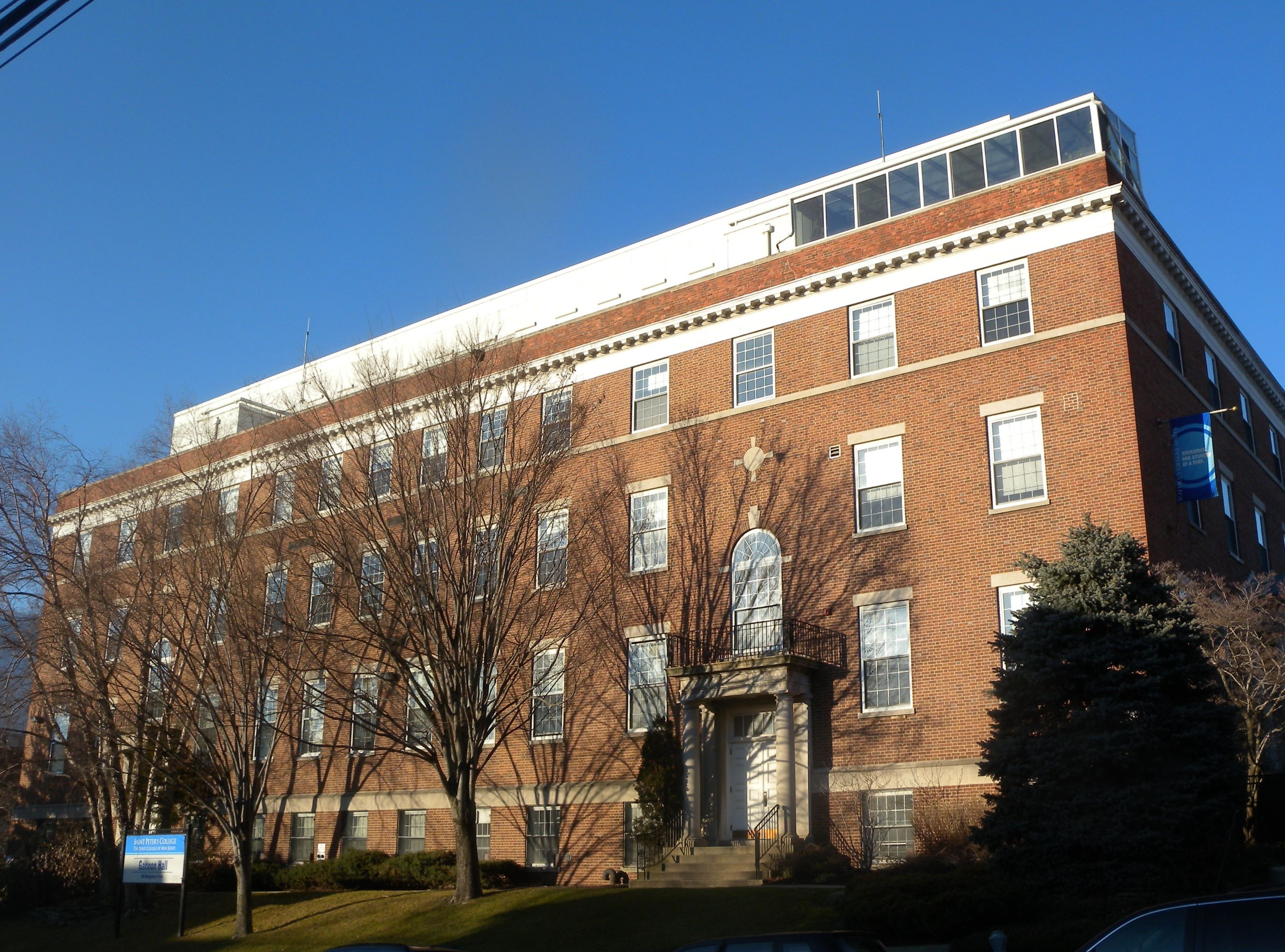
大學建築“Gannon Hall”

- Saint Peter's University, Englewood Cliffs